# Google Подкасты
Google Подкасты (Google Podcasts) — приложение-агрегатор подкастов, созданное Google и выпущенное 18 июня 2018 года для устройств на операционной системе Android и для устройств Google Pixel, и в марте 2020 года выпущенное для устройств операционной системы iOS.
28 сентября 2023 Google Pixel приложение устанавливалось автоматически на все устройства, а также устройства настроенные от июня 2018 года до апреля 2024 года в США, и до июня 2024 года других стран, кроме США Google объявил о закрытии сервиса "Google Подкасты" для пользователей из США 2 апреля 2024 года. Для пользователей вне США сервис закрылся 24 июня 2024 года.
Сервис "Google Подкасты" также предлагает перейти на сайт или в приложение Youtube Music, при открытии сайта Google Подкасты, а приложение "Google Подкасты" на всех телефонах, в том числе на устройствах Google Pixel (телефоны от компании Google), выдают окно, о том что "Google Подкасты" больше не работают. На устройствах Google Pixel некоторые пользователи в разных странах всё равно могут попасть в приложение "Google Подкасты" без окна о том что "Google Подкасты" больше не работают.

## История
В сентябре 2018 года в Google Podcasts добавлена поддержка Google Cast.
На Google I/O 2019 компания Google анонсировала веб-версию подкастов Google для iOS, Android и Windows.
В ноябре 2019 года приложение было переработано с использованием Google Material Theme.
12 мая 2020 года Google объявил, что пользователи могут перенести свои подписки на подкасты и историю в Google Подкасты из Google Play Музыки.